# Pedra do Cruzeiro
Pedra do Cruzeiro är en klippa i Brasilien.   Den ligger i delstaten Ceará, i den östra delen av landet, 1 500 km nordost om huvudstaden Brasília. Pedra do Cruzeiro ligger 222 meter över havet.
Terrängen runt Pedra do Cruzeiro är platt åt nordost, men åt sydväst är den kuperad.Närmaste större samhälle är Quixadá, 0,50 km söder om Pedra do Cruzeiro. 
Omgivningarna runt Pedra do Cruzeiro är huvudsakligen savann. Runt Pedra do Cruzeiro är det glesbefolkat, med 8 invånare per kvadratkilometer.